# Hubert Redwood
Hubert Redwood, angleški nogometaš, * 13. julij 1913, St Helens, † 28. september 1943.
Redwood je igral na položaju branilca za New Brighton in Manchester United. 
Med drugo svetovno vojno je padel na strani britanske vojske.